# Convenzione di settembre
NIGRA - PEPOLI - DROUYN DE LHUYS

NIGRA - PEPOLI - DROUYN DE LHUYS
La Convenzione di settembre è un importante accordo diplomatico stipulato a Fontainebleau il 15 settembre 1864 tra il Regno d'Italia e il Secondo Impero francese di Napoleone III, nelle persone di Costantino Nigra, ambasciatore italiano a Parigi, Gioacchino Napoleone Pepoli ambasciatore italiano a Pietroburgo, ed Édouard Drouyn de Lhuys, ministro degli Esteri francese.

## Descrizione
Il trattato, che portava a compimento una serie di complicate e controverse trattative, risalenti a Camillo Benso di Cavour, prevedeva il ritiro entro due anni delle truppe francesi che presidiavano Roma per tutelare il Papa in cambio di un impegno da parte dell'Italia a non invadere lo Stato Pontificio, a proteggere quest'ultimo in caso di attacchi esterni, a consentire la costituzione di un corpo di volontari cattolici a difesa di Roma e a farsi carico di parte del debito pubblico pontificio.
A garanzia dell'impegno da parte italiana, l'imperatore richiese, con protocollo aggiuntivo inizialmente tenuto segreto, il trasferimento, entro sei mesi, della capitale da Torino a un'altra città che successivamente - dopo aver vagliato anche l'ipotesi di Napoli - sarebbe stata Firenze.
Lo spostamento della capitale sarebbe stata la prova incontrovertibile della definitiva rinuncia italiana a Roma capitale. Il trattato diede adito ad interpretazioni diverse da parte dei due contraenti.
Il trasferimento della capitale incontrò il malcontento da parte di alti esponenti della corte sabauda, tra cui il re Vittorio Emanuele II, inizialmente contrario, dell'alta borghesia che aveva investito nell'edilizia e dei ministeriali restii al trasferimento.
A Torino ci furono anche delle manifestazioni popolari, il 21 e il 22 settembre 1864, represse nel sangue (strage di Torino del 1864). Nonostante la successiva inchiesta parlamentare, il 23 gennaio 1865, la Camera decise di non attribuire ad alcuno la responsabilità delle tragiche giornate di settembre.
In conseguenza dell'Art. II della Convenzione, che prevedeva il rimpatrio delle truppe regolari francesi dal Lazio, nel 1866 fu costituito il nuovo corpo francese dello Stato Pontificio, sotto il comando del colonnello D'Argy. Composto da volontari provenienti da tutta Europa, fu chiamato «Legione di Antibes». Il rimpatrio delle truppe regolari francesi si concluse nel dicembre dello stesso anno.